# Darebácký stát

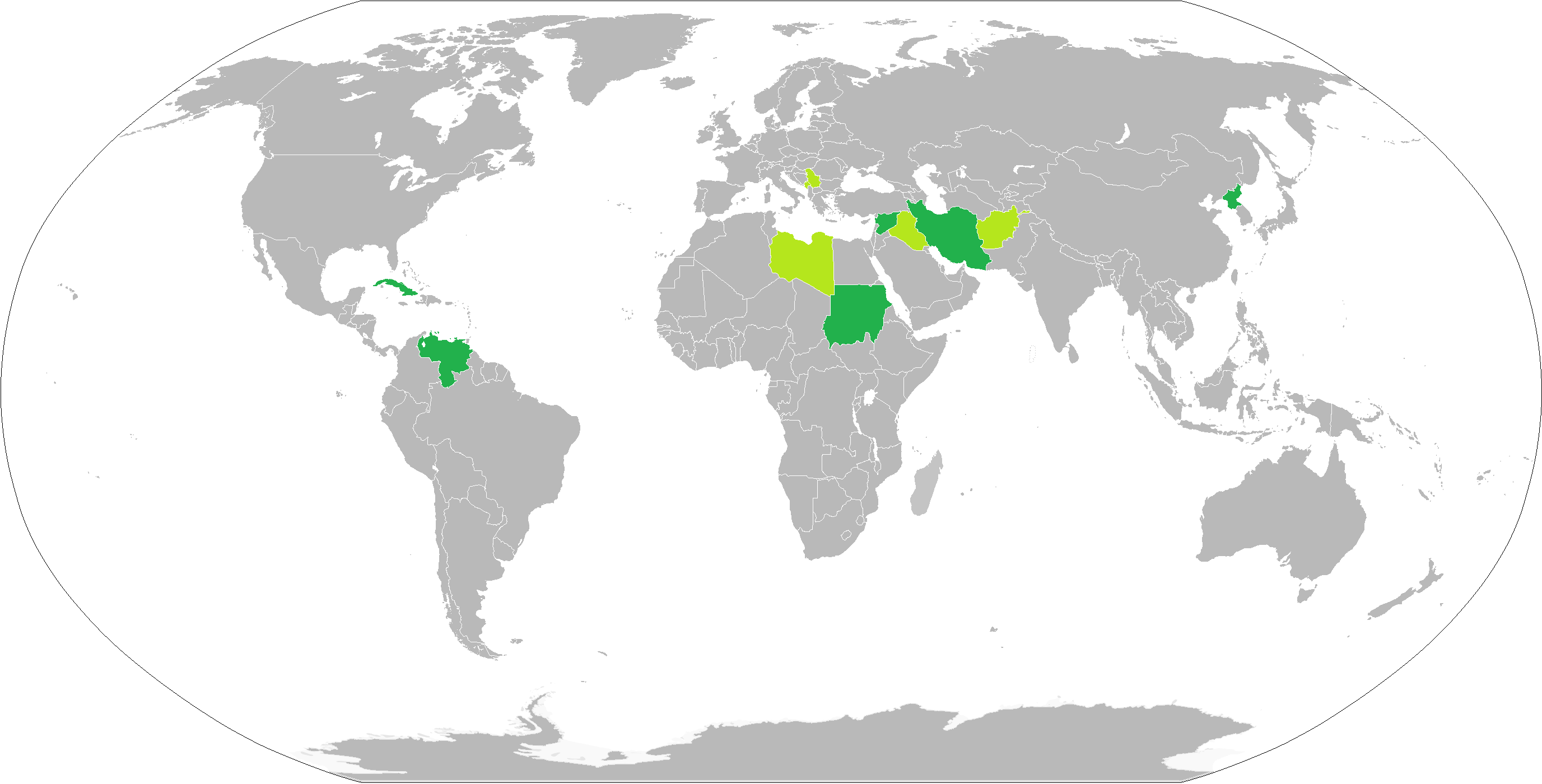
Seznam současných darebných států

Darebácký stát (též „zlotřilý“ nebo „ničemný“ stát, anglicky rogue state) je kontroverzní pojem, který se vžil v americkém politickém diskurzu devadesátých let 20. století ve vztahu ke státům, které jsou Spojenými státy považovány za hrozbu pro světový mír. Překlady do českého nebo slovenského jazyka se různí podle autorů. Tento termín je i v současnosti převážně používán ve Spojených státech, avšak americké ministerstvo zahraničí přestalo termín oficiálně používat v roce 2000. Nicméně byl rozšířený i v médiích jiných zemí.
Po jistou dobu označovala americká zahraniční politika tímto termínem státy, které splňovaly následující kritéria:
- podpora mezinárodního terorismu,
- snaha o získání zbraní hromadného ničení,
- porušování mezinárodně uznaných norem.[7]

## Počátky konceptu rogue states

### Koncept „pariah states“
Počátky konceptu rogue states spadají do období před koncem studené války. Tento koncept procházel postupně určitým vývojem a změnami. Již v sedmdesátých letech 20. století se objevil podobný koncept. tzv. pariah states, který označoval státy, jejichž vlády ohrožovaly vlastní občany. Nejednalo se o chování státu navenek vůči ostatním státům, ale dovnitř k vlastním občanům. Tyto státy se vyznačovaly hrubým porušováním základních lidských práv, což mohlo vyústit až v genocidu. Poprvé se objevily rozpory mezi základními mezinárodními normami, které uznávají státní suverenitu a potřebou chránit základní lidská práva v roce 1990, kdy mezinárodní společenství zakročilo proti invazi do Kuvajtu. Na druhou stranu však existují případy, kdy mezinárodní společenství obdobným případům nevěnovalo pozornost. Jednalo se např. o vietnamskou invazi do Kambodže pro odstranění režimu Rudých Khmerů v roce 1978 nebo tanzanská intervence v Ugandě na pomoc jednotkám při svržení Amina v roce 1979. Druhý význam konceptu pariah states ukazuje, že na konci sedmdesátých let 20. století se pozornost Spojených států začala obracet i k vnějšímu chování těchto států a na jeho základě je charakterizováno dnešní chování rogue states. V roce 1979 vydalo americké ministerstvo zahraničních věcí seznam států, které podporovaly terorismus. S touto činností pokračovala i administrativa prezidenta Reagana. Prezident Ronald Reagan začal od roku 1985 pravidelně vyhlašovat stav národního ohrožení. Jeho argumentem tehdy bylo, že politika a aktivity nikaragujské vlády vážně ohrožují národní bezpečnost a zahraniční politiku Spojených států. Za státy, které zneužívají lidská práva svých obyvatel, zatímco nejsou považovány za konkrétní hrozbu za svými vlastními hranicemi, jsou na začátku 21. století považovány Bělorusko a Zimbabwe. V roce 1985 Ronald Reagan označil Libyi, Irák, KLDR, Kubu a Nikaraguu za státy, které podporují mezinárodní terorismus orientovaný proti Spojeným státům, což byl první znak pro charakteristiku rogue states. Druhým důležitým znakem se stala snaha získat zbraně hromadného ničení. K tomu došlo až po roce 1989, protože proliferace jaderných zbraní nebyla během studené války vnímána jako klíčový bod zájmu Spojených států, především proto, že většina států usilujících o jaderné zbraně byla považována za spojence Spojených států. Tím začalo budování konceptu, který se dotvořil až během vlády prezidenta Billa Clintona.

### Koncept „rogue states“
Od dob vzniku tohoto konceptu v sedmdesátých letech 20. století bylo mnoho států označeno americkou administrativou za rogue states. Některé z těchto států byly po určité době ze seznamu odstraněny. Ale existuje také mnoho států, které splňovaly jedno nebo obě kritéria (podpora terorismu a snaha o získání zbraní hromadného ničení) a do seznamu zařazeny nebyly, např. Sýrie, která do seznamu zařazena nebyla z důvodu svého významu pro mírový proces na Blízkém východě.
Do rozpadu Sovětského svazu byla regionální politika chápána výhradně v širším kontextu studené války. Ukončení soupeření Spojených států a Sovětského svazu znamenalo i uvolnění pro zbytek mezinárodního systému, což přineslo i nové možnosti pro státy „třetího světa“. Počátkem devadesátých let 20. století dochází v americké zahraniční a bezpečnostní politice k viditelnému posunu od globálního přístupu k regionálnímu. Spojené státy v tomto období začínají stále více vnímat regionální protivníky jako naléhavou strategickou hrozbu. Chování některých států upoutalo pozornost Spojených států a vznikl koncept rogue states, který označuje státy, které pro své chování a porušování mezinárodních norem představovaly podle Spojených států určitou hrozbu pro ostatní státy světa, ale především pro Spojené státy samotné. Po skončení studené války došlo k propojení dvou zdůrazňovaných charakteristik americké zahraniční politiky do jediného konceptu. Změnu zahraniční politiky ovlivnily dvě události: irácká invaze do Kuvajtu v roce 1990 a posilující jaderné ambice KLDR, která se v roce 1993 rozhodla odstoupit od Smlouvy o nešíření jaderných zbraní.
Dodnes neexistuje úplná shoda ohledně konkrétních charakteristik rogue states. Jedná se o poměrně nesourodou skupinu států, které byly do skupiny rogue state zařazeny. Spojené státy rozhodují o tom, kdo bude na seznam zařazen, a jak se ukazuje, na příliš objektivní kritéria nehledí. Problémem zůstává i samotné označení rogue states. Státy byly v minulosti označovány různými termíny, jako např. uvedeným „pariah states“, nebo „outlaw states“ či „backflash states“. Tím dochází k dalšímu rozvolňování konceptu a díky tomu není možné přesně určit, kdo je členem skupiny rogue state. Státy zařazené mezi rogue states se v průběhu času měnily, ale dva státy zůstávají dlouhodobou součástí celého konceptu. Jedná se o Írán, s nímž mají Spojené státy špatné vztahy od roku 1979, kdy v Íránu proběhla islámská revoluce. Druhým zmiňovaným státem je Korejská lidově demokratická republika (KLDR), která je Spojenými státy již od dob korejské války v 50. letech považována za nepřátelský režim. Oba tyto státy zaměstnávaly americké administrativy už v devadesátých letech 20. století. Především administrativy prezidenta Georga W. Bushe a Baracka Obamy se musely potýkat s hrozbou spojenou hlavně s íránským a severokorejským jaderným raketovým programem. Státy, které byly dříve považovány Spojenými státy za rogue states: Afghánistán, Kuba, Irák, Libye, Jugoslávie.

#### Kuba
Hlavním bodem amerického postupu proti Kubě, byla od roku 1961 až do vyvrcholení kubánské krize operace Mongoose. CIA měla k dispozici rozpočet, který šel na financování zvláštní skupiny „Mongoose“, která organizovala bombardování kubánských hotelů a dalších objektů, napadala dobytek a zemědělské pěstování, přidávala toxické chemikálie do vyvezeného cukru apod. Na začátku 1961 Spojené státy zrušily diplomatické vztahy s Kubou a vyhlásily ekonomickou blokádu. V dubnu zorganizovaly invazi v zátoce Sviní, což byl ozbrojený útok kubánských kontrarevolucionářů. Poté, co invaze ztroskotala, Spojené státy uvalily na zemi přísné embargo a z nařízení prezidenta J. F. Kennedyho byla zintenzivněna teroristická kampaň. Šlo o program, který měl za cíl osvobodit planetu od teroristických režimů´a zejména odstranění režimu Fidela Castra. Teroristická kampaň proti Kubě pokračovala i za prezidenta Richarda Nixona. Vyvrcholila v polovině sedmdesátých let 20. století, došlo k několika útokům na rybářské lodě, ambasády a další kubánské úřady v zahraničí. Kuba byla připsána na oficiální černou listinu teroristických států zapsána v roce 1982. Nahradila Husajnův Irák, který tím dostal šanci žádat o pomoc USA. I když se Sovětský svaz rozpadl a bezpečnostní důvody pominuly, administrativa George H. W. Bushe v roce 1992 embargo zpřísnila. V roce 1999 zmírnil Bill Clinton sankce pro všechny země uvedené na oficiálním seznamu „teroristických států“, jenom Kubu ponechal stranou.
Tvrdý postoj Spojených států vůči Kubě v období kubánské krize je velmi nepopulární ve většině latinskoamerických států a částečně už i mezi americkými Kubánci žijícími na Floridě. Jde o výsledek dlouhotrvajícího logistického nátlaku části kubánské komunity, která nepřestává doufat ve zhroucení kubánského režimu kontrarevoluční cestou, což by mimo jiné otevřelo cestu k navrácení majetků zabavených komunistickým režimem po roce 1959.

#### Jugoslávie
Po Titově smrti v roce 1980 zabředla Jugoslávie do hluboké politické a ekonomické krize, která oživila národnostní napětí a vyústila v nejkrvavější konflikt v poválečné Evropě. Výsledkem jsou tisíce mrtvých a počet přesídlených nebo uprchlíků, který se blíží číslu jeden milion. Skončil tím ideál harmonického soužití mezi Srby, Chorvaty a bosenskými muslimy. Již v 80. letech 20. století se objevovaly více či méně silné separatistické tendence jednotlivých svazových republik Socialistické federativní republiky Jugoslávie. Na počátku 90. let vyhlásilo samostatný stát Slovinsko a Chorvatsko, následovala Republika Makedonie a Republika Kosovo a nakonec v březnu 1992 i Bosna a Hercegovina. Když prezident Bill Clinton vydal v roce 1995 rozkaz zasáhnout v Bosně (už v únoru 1994 si americké stíhačky F-16 připsaly první vojenský zásah NATO v historii, když sestřelily čtyři vojenská letadla Republiky srbské útočící na pozemní cíle) a v roce 1999 bombardoval Srbsko, „není důvodem morální svědomí nebo snaha zastavit etnické čistky. Jediným smyslem těchto akcí bylo předejít situaci, kdy by byla ohrožena soudržnost NATO a důvěryhodnost Spojených států“. Zásahy byly preemptivní, nikoliv preventivní. Cílem obou zásahů bylo, aby se ve „sjednocené, integrované a otevřené Evropě upevnila dominantní pozice Spojených států. Už v průběhu roku 1995 se zvyšuje četnost akcí NATO proti srbským pozicím /např. kvůli opakovanému nedodržování rezolucí OSN týkajících se stažení těžkých zbraní z okolí Sarajeva/. Ty vyvrcholily 21. března 1999 bombardováním Jugoslávie letectvem NATO, které trvalo 78 dní. Na bombardování se podílelo 19 členských států NATO s potenciálem mnohonásobně převyšujícím ten jugoslávský. Bojová letadla startovala z Itálie, Velké Británie, Turecka, Francie, Maďarska a také ze Spojených států. Letecké útoky podporovala americká sedmá flotila. Při leteckých útocích byly použity zakázané zbraně jako kazetové bomby a střely s ochuzeným uranem /vyvolávajícími GHS faktor/. Poprvé byly použity grafitové bomby. Na začátku byly napadány vysloveně vojenské cíle, postupně přibyly i cíle civilní – továrny, elektrárny, zásobníky nafty a plynu, mosty a vládní budovy. Letadla NATO poprvé bombardovala velikou elektrárnu s použitím nové, tzv. grafitové bomby. Velká oblast se na několik hodin ponořila do tmy. Američané začali shazovat tzv. kazetové bomby, které zabíjejí nebo zraňují svými ostrými střepinami. Byly použity střely typu JDAM /Joint Direct Attack Munition/ řízené satelitem a vybavené zvláštním zařízením na ničení elektronických aparatur a zařízení. Bombardováním Srbska se ustavilo nové pravidlo, podle něhož pro vojenský zásah není potřeba souhlasu Rady bezpečnosti. Stejné pravidlo se uplatnilo i v Iráku v roce 2003. Italský generál NATO ve výslužbě Biagio Di Grazia řekl, že bombardování Jugoslávie bylo „experimentální válkou NATO, kterou NATO využilo mimo jiné pro trénink letectva během útoku, kde počet útočníků a obránců byl v různorodých rovnováhách“. Devadesátá léta 20. století se stala „dekádou humanitárních intervencí“. Zásah NATO proti Jugoslávské svazové republice představuje nejvýznamnější případ humanitární intervence po skončení 2. světové války. K použití síly pouze z humanitárních důvodů však dochází jen výjimečně. Za zásahem zpravidla stojí i jiné důvody, jako posílení vlastního vlivu, odstranění nebezpečného soupeře apod. Právo intervenovat v zájmu humanity bylo ustaveno díky odvaze a altruismu Spojených států a jejich spojenců, kteří předvedli, co dokážou především v Kosovu.
V říjnu 2000 byl srbský prezident Slobodan Miloševič zbaven moci a Spojené státy oficiálně otevřely své velvyslanectví v Bělehradě. Dne 17. února 2008 vyhlásila tzv. Republika Kosovo s podporou USA a EU jednostranně nezávislost na Srbsku, kterou Srbsko odmítá uznat. Později téhož roku se premiérem tohoto státu řízeného mafií a americkými speciálními službami stal Hasim Thaci, který byl v roce 2016 zvolen prezidentem Kosova. Kosovští Albánci dělají vše, aby zemi opustil i zbytek kosovských Srbů, kteří tam ještě zůstali. Dnešní život Srbů v Kosovu je utrpením: loupeže, bití, znásilnění, žhářství jsou na pořadu dne. Albánci mají pocit beztrestnosti, devastují pravoslavné kostely. V současné době pokračuje Západ ve své snaze naklonit si srbské politiky na svoji stranu. V roce 1999 byla v Kosovu poblíž města Uroševce vybudována americká vojenská základna Camp Bondsteel.Po omluvě za bombardování Bělehradu šéfa NATO Jense Stoltenberga v roce 2015, vyjádřil v roce 2016 při své návštěvě země lítost nad civilními oběťmi také americký viceprezident Joe Biden.
Po roce 2000 pokračoval proces integrace balkánských zemí do evropských i mezinárodních struktur. V roce 2004 v rámci tzv. velkého východního rozšíření bylo do Evropské unie přijato Slovinsko, v roce 2013 Chorvatsko. Asociační dohodu podepsala Republika Makedonie v roce 2001 a o čtyři roky později obdržela status kandidátské země. Asociační dohodu podepsala v roce 2006 Albánie, v roce 2007 Černá Hora a v roce 2008 Srbsko a Bosna a Hercegovina. Stabilizační a asociační dohody mají s EU uzavřeny již všechny balkánské státy s výjimkou Kosova. Uzavření asociační dohody předpokládá a připravuje konečný vstup země do Unie, není tento postup s uzavřením takové dohody v případě Kosova v blízké budoucnosti jistý. Rychlejší pokrok se dal očekávat u Makedonie, Albánie a Černé Hory, pomalejší v případě Bosny a Srbska.

#### Afghánistán
Sovětská válka v Afghánistánu byl vojenský konflikt probíhající v letech 1979–1989 mezi sovětskými jednotkami, které do Afghánistánu přišly na pozvání afghánské komunistické vlády a mezinárodními povstaleckými skupinami mudžahedínů. Spojené státy znepokojené vznikem komunistického režimu v Afghánistánu, začaly od léta 1979 dodávat peníze a zbraně povstaleckým skupinám muhdžahedínů, které byly od vypuknutí bojů vyzbrojovány a cvičeny agenty CIA. Mudžahedíni a jejich výcvik byl tajně, bez dohledu voličů či Kongresu, financován Spojenými státy jako součást boje proti rozpínání Sovětského svazu. Tato myšlenka vzešla z hlav někdejších politických poradců (jako její autor je někdy uváděn Zbigniew Brzezinski). V letech 1992–1996 se skupiny mudžahedínů postavily proti sobě a nakonec byly převálcovány milicemi Talibánu. Talibánci byli téměř na počátku vítězství, když přijali v roce 1996 Usámu bin Ládina a al-Káidu a vytvořili z Afghánistánu základnu mezinárodního terorismu.
Po útocích z 11. září 2001 Talibán nevydal Usámu bin Ládina do Spojených států, které o to žádaly. Spojené státy a Spojené království provedly 8. října 2001 v Afghánistánu sérii leteckých útoků jako součást Operace Trvalá Svoboda. Invaze Spojených států do Afghánistánu v roce 2001 odstavila Talibán od moci a vláda Spojených států, která již neviděla národní vládu jako nebezpečí, výrazně zlepšila vztahy s touto zemí. V srpnu roku 2003, kdy se Spojené státy rozhodly soustředit své úsilí na Irák, vyzvaly Severoatlantickou alianci, aby zajistila velení jednotek umístěných v Afhánistánu. Byly to: Spojené království, Německo, Kanada, Nizozemsko a Francie. Afghánská ekonomika se sice postupně začíná rozvíjet, ale hlavním motorem jejího růstu není vyspělá průmyslová výroba, těžba nerostů ani rostoucí kupní síla obyvatel, ale pouze produkce drog. V zemi nadále přetrvávají obtíže vyvolané následky dlouholetých bojů. Ústřední vláda není schopna vlastními silami zabezpečit mír, protože nemá celou zemi ještě pod kontrolou a je do značné míry závislá na podpoře mezinárodních mírových sil.
Stabilizovat Afghánistán se nepodařilo, protože moc nově ustavené vlády nesahala příliš daleko za Kábul. Situaci v zemi ještě zkomplikovala krize, která se vyostřila v druhé polovině roku 2009, kdy se konaly prezidentské volby. V nich do čela země postavený prezident Hámid Karzaj obhájil svůj úřad. Volby provázely gigantické podvody a Karzáí nechal zablokovat konání druhého kola. Už v roce 2009, v době, kdy byla ekonomika Spojených států v krizi a státní rozpočet se nacházel ve velkých dluzích, byl prezident Obama kvůli rozhodnutí týkajícímu se dalšího posílení přítomnosti Spojených států v Afghánistánu kritizován nejen protivládními aktivisty, ale i vlivnými členy své vlastní strany. Válka začala stále více ztrácet i podporu americké veřejnosti. Protože se bezpečností situace v zemi nelepší, plánují Spojené státy vyslat v roce 2017 do Afghánistánu další čtyři tisíce vojáků. Atentáty jsou v zemi na denním pořádku. Organizují je bojovníci hnutí Talibán i dalších radikálně náboženských skupin. Jejich cílem je vyhnání západních jednotek ze země a svržení vlády podporované ze zahraničí. Čtyři tisíce vojáků Spojených států se mají přidat k asi deseti tisícům těch, kteří v zemi v současnosti působí.

#### Irák
Washington oficiálně podporoval Saddáma Husajna od dob prezidenta Ronalda Reagana (prezident v letech 1981–89) a George H. W.Bushe (prezidentem 1989–93), ve skutečnosti už i dříve. V říjnu 1989, dlouho po skončení války s Íránem, vydal prezident Bush starší direktivu k národní bezpečnosti, ve které se píše: „Normální vztahy mezi USA a Irákem jsou prospěšné pro dlouhodobé cíle Spojených států. A jsou také tím, co do oblasti Perského zálivu a Středního východu přinese kýženou stabilitu“. Krátce po této deklaraci odvolal Bush zákaz poskytování půjček irácké vládě. Saddám Husajn není jediným tyranem, se kterým Spojené státy udržovaly pozitivní vztah. Podporovaly spoustu dalších zločinců: mimo jiné Ferdinanda Marcose a Nicolalea Ceausesca. Těmto vůdcům však nebyla americká pomoc nakonec nic platná, protože byli posléze svrženi vlastním státem.
Irák Saddáma Husajna, zruinovaný a zavalený dluhy po dlouhé válce s Íránem, se rozhodl během léta 1990 obsadit bohatý Kuvajt. Bagdádský diktátor doufal, že Západ, který ho podporoval v boji proti Íránu, mu ponechá i v tomto případě volnou ruku. Ale Západ nechtěl ztratit zájem o oblast, která skrývá 60% světových zásob ropy. Koalice vedená Spojenými státy začala 17. ledna 1991 Operaci Pouštní bouře.

#### Libye
V době republikánské administrativy Richarda Nixona (prezident: 1969–1974( a Geralda Forda (prezident: 1974–1977) Libye nestála v popředí amerických zájmů. K posunu došlo za demokratické administrativy prezidenta Jamese Cartera (prezident: 1977–1981). Dne 4. února 1977 se Velká libyjská arabská lidová socialistická džamáhíríje ocitla na seznamu potenciálních nepřátel USA, který vypracovalo ministerstvo obrany. V květnu 1978 americká vláda vydala zákaz exportu vojenského materiálu do Libye. Dne 2. prosince došlo k útoku na americké velvyslanectví v Tripolisu, což vedlo k prudkému zhoršení vzájemných vztahů. K výraznému zhoršení vztahů se Spojenými státy došlo po nástupu Reaganovy administrativy v lednu 1981. Nejtvrdším Reaganovým zásahem proti Kaddáfímu se stal americký letecký útok dne 15. dubna 1986. Američané bez přesvědčivých důkazů obvinili libyjské agenty z nastražení bomb v západoberlínské diskotéce La Belle, při jejichž výbuchu 5. dubna 1986 zahynul americký občan a turecká servírka. Tento incident se stal záminkou k operaci El Dorado Canyon. 160 amerických letounů bombardovalo vojenské a zpravodajské objekty v Tripolisu a Benghází. Všeobecně negativní mezinárodní ohlas na tuto operaci vedl Reagana k zastavení dalších vojenských akcí proti Libyi. Po nástupu administrativy Billa Clintona (prezident: 1993–2001) zaujaly Spojené státy vůči Libyi mimořádně tvrdý postoj. Libye byla zařazena mezi „hlavní nepřátele míru v oblasti vzhledem k podpoře terorismu a ambicím získat nukleární, chemické a biologické zbraně“ označené jako rogue states, což se projevilo ve zpřísnění mezinárodních sankcí proti Libyi v roce 1993.
Také Libye byla ovlivněna událostmi, které přineslo Arabské jaro. Součástí arabského jara se stala občanská válka v Libyi. 19. března 2011 byla na pomoc povstalcům, kteří stáli proti Kaddáfímu, zahájena zahraniční vojenská intervence pod názvem „Operace Písečná bouře“. Této operace se zúčastnilo celkem 14 členských států NATO, a s nimi Spojené arabské emiráty, Jordánsko a Švédsko. Posledním dějstvím událostí libyjské občanské války se stala bitva o Syrtu, kam se Kaddáfí uchýlil. Dne 18. října 2011 americká státní tajemnice Hillary Clintonová vyzvala, aby byl dopaden „živý nebo raději mrtvý“. Poté, co byl Muammar Kaddáfí odstraněn, země upadla do trvalého zmatku. Západ použil vojenské síly, aby v zemi instaloval nepopulární režim[zdroj⁠?!] neschopný si poradit se zakořeněnými náboženskými a kmenovými rozepřemi. Libyjská ropa a plyn byly hlavním důvodem vojenské intervence NATO ve jménu osvobození obyčejných Libyjců od diktatury plukovníka Kaddáfího. Zavraždění zajatého Kadáfího předznamenalo chmurnou budoucnost země. Libye se stala základnou islamistických teroristů. Kromě toho z Libye proudí k italským břehům nekontrolovatelné množství ilegálních migrantů.
Státy, které jsou Íránem považovány za rogue states: Spojené státy, Izrael, Saúdská Arábie.

## Kritika konceptu „rogue states“
Koncept rogue states čelí časté kritice, a to z různých důvodů. Tyto důvody se pojí se skutečností, že mnozí koncept považují za nástroj pro prosazování politických zájmů Spojených států. Noam Chomsky poukazuje na skutečnost, že Spojené státy často zdůrazňují, že rogue states porušují mezinárodní normy, čímž jsou nebezpečné pro ostatní členy, a na druhou stranu americká administrativa považuje nadnárodní instituce za silně neefektivní a po nástupu prezidenta Clintona v roce 1993 bylo dokonce prohlášeno, že Spojené státy se hodlají chovat multilaterárně pouze tehdy, pokud to bude možné. V případě, že to bude nutné, se Spojené státy hodlají chovat unilaterárně. Příkladem politiky uniletarismu byla už politika prezidenta Ronalda Reagana. Unilateralismus v nejširším slova smyslu znamená, že Spojené státy jednají v mezinárodních vztazích samostatně a řídí se pouze svými vlastními zájmy. Tento politický směr je spojován nejen s neochotou podřizovat se, či přizpůsobovat zájmům ostatních států, ale nenechat se ovládat ani mezinárodními institucemi – ať už se jedná o mezinárodní organizace, nebo o mezinárodní právo. Spojené státy dělají přesně to, co na rogue states kritizují. Dalším problémem jsou státy, které na seznam rogue states zařazeny byly, i když nesplňují vymezené základní charakteristiky (např. Kuba), a státy, které se na seznamu nikdy neobjevily, přestože splňují kritéria konceptu (např. Sýrie).

## Bushova „Osa zla“ mezinárodního společenství
Ostřejší rétoriku oproti předcházejícím administrativám používal prezident George W. Bush. Ta byla zesílena po teroristických útocích na Spojené státy, ke kterým došlo 11. září 2001. V lednu 2002 prezident Bush ve svém každoročním projevu o stavu Unie poprvé zmínil tzv. Osu zla („Axis of Evil“), která označovala státy, které podporují mezinárodní terorismus a usilují o získání zbraní hromadného ničení. Jako součást osy zla byly v projevu vymezeny tři státy - Irák, Írán a KLDR. Cílem Spojených států se stal boj proti těmto režimům.

### Irák
Po útocích 11. září 2001 neokonzervativci ve Washingtonu, kteří měli možnost ovlivňovat prezidenta George W. Bushe, zaměřili své síly na to, aby si na prezidentovi vymohli pád režimu Saddáma Husajna, přestože věděli, že nemá nic společného se zničením Twin Towers. 20. března 2003 zahájila americká armáda útok pod názvem Operace Irácká svoboda, která zahájila válku v Iráku a která v podstatě pokračuje dodnes. Z hlediska mezinárodního práva nebyla Operace Irácká svoboda 2003 legální, protože nedostala zmocnění Rady bezpečnosti OSN užít všech nezbytných prostředků. Před jejím zahájením hovořil americký prezident Bill Clinton o dvou hlavních důvodech, kterými měly být existence iráckých zbraní hromadného ničení a propojení mezi Saddámem a Usámou bin Ládinem, a proto tato operace neobstála ani z hlediska legitimnosti. Její oficiální zdůvodňovování přineslo velkou blamáž a diskreditaci tehdejším významným aktérům. Prvním z nich je administrativa 43. amerického prezidenta, v jejímž rámci se vedle samotného G. W. Bushe nejvíce angažovali především viceprezident Dick Cheney, ministr obrany Donald Rumsfeld a jeho první náměstek Paul Wolfowitz. Došlo k těžké diskretizaci britského premiéra Tonnyho Blaira a jeho španělského kolegy J. M. Aznara. V případě přípravy války proti Iráku poprvé intenzivně zapůsobila vládní mediální propaganda. Po jejím ukončení Bush nepřesvědčil svět o její oprávněnosti. Zaměření na Irák v kombinací s velmi ambiciózní rétorikou bylo velkým problémem Bushovy podpory demokracie. Velmi problematické se jeví odůvodnění americké intervence v Iráku, kdy se ze snahy najít zbraně hromadného ničení postupně stává boj za vytvoření prvního demokratického státu na Středním východě. Politika podpory demokracie tak byla kritizována jako sobecká snaha Spojených států přetvářet cizí společnosti ku prospěchu Spojených států, a to bez ohledu na přání a cíle samotných obyvatel. Vývoj politického života Iráku je po stažení okupačních vojsk spletitý. Irácké povstání proti ústřední vládě i sektářské násilí v dimenzích občanské války pokračují.

### Írán
Vztahy mezi Spojenými státy a Íránem jsou definovány islámskou revolucí, která proběhla v únoru 1979. V listopadu téhož roku následovalo obsazení amerického velvyslanectví a držení jeho personálu jako rukojmí 444 dní. Během té doby se Spojené státy pokusily o záchrannou akci, která selhala. Dodnes patří politika proti Íránu mezi ústřední blízkovýchodní politiky Spojených států. V 80. letech poskytoval Washington vojenskou asistenci Iráku v průběhu irácko-íránské války 1980–1988 ve snaze zadržovat šíření revoluce mimo Írán a doufaje v kolaps revolučního režimu. Neokonzervativní křídlo Bushova kabinetu propagovalo změnu režimu v Íránu a země byla zařazena do osy zla. Zahraniční politika Bushovy administrativy se musela od roku 2002 vyrovnávat i s veřejným odhalením Íránského jaderné programu, jehož budování bylo urychleno na konci devadesátých let 20. století. Diplomatické úsilí na tomto poli vyvíjela především Evropská unie v čele s Německem, Francií a Velkou Británií, podporovaná Spojenými státy a OSN. V listopadu 2004 byla uzavřena tzv. pařížská dohoda, v rámci níž se Írán zavázal zastavit obohacování uranu. V roce 2005 však Írán dohodu porušil a obohacování uranu obnovil a deklaroval „nezcizitelné právo“ na zvládnutí všech etap jaderného palivového cyklu. Následovala řada sankcí ze strany Evropské unie, Spojených států i dalších členů RB. V červenci roku 2015 se světové mocnosti dohodly s Teheránem na omezení jeho jaderného programu výměnou za odvolání sankcí proti Íránu. 8.5.2018 oznámil americký prezident Donald Trump, že Spojené státy odstupují od mezinárodní jaderné dohody s Íránem. Podle něj je smlouva neúčinná, protože nezabránila tomu, aby Teherán mohl pokračovat ve vývoji jaderných zbraní. Americký prezident považuje dohodu za "velké zklamání nejen pro něj, ale i pro všechny občany Spojených států" a uvedl, že po odstoupení od dohody budou Spojené státy mnohem bezpečnější. Současně Trump uvedl, že obnoví sankce proti Íránu, a to na "nejvyšší úrovni". Zástupci Německa, Francie a Británie se shodli s íránským ministrem zahraničí na potřebě jadernou dohodu zachovat. Evropská unie trvá na tom, že dohoda funguje a poukazuje na opakované inspekce OSN, které ověřují, zda Írán dodržuje svou část dohody.

### KLDR
Spojené státy považují severokorejskou otázku za jednu z největších bezpečnostních výzev v asijsko-pacifickém prostoru. V roce 2007 slíbila Severní Korea uzavření jaderného reaktoru v Jongbjonu a vpuštění inspektorů do země výměnou za ekonomickou pomoc. Ke konci září 2008 však Severní Korea obnovila jaderný program a mezinárodní pozorovatele agentury pro atomovou energii ze země vykázala. Navzdory mezinárodnímu tlaku Severní Korea provedla v roce 2009 test vypuštění telekomunikační družice na oběžnou dráhu. Severní Korea používá i v roce 2009 výhrůžky války proti Jižní Koreji, Japonsku i USA. Zájmy Spojených států a Číny se v otázce Severní Koreje rozcházejí. Z pohledu Číny musí být stabilita v regionu zachována i za cenu severokorejského režimu. 12. prosince 2012 Severní Korea úspěšně vypustila svou první družici. Vstoupila tak do elitního klubu zemí, které jsou schopny vypustit družici vlastní kosmickou raketou. Zároveň však start severokorejské rakety vyvolal nemalé pozdvižení. Řada států Severokorejce podezřívá, že pod rouškou civilního využití kosmického prostoru zkouší vojenské rakety. A ti zase reagují, že s testy nehodlají přestat. V květnu 2017 vyslaly Spojené státy do oblasti Korejského poloostrova letadlovou loď USS Ronald Reagan. V současné době v regionu již působí USS Carl Vinson. Obě plavidla budou provádět společná cvičení v regionu, kde kvůli raketovým a jaderným aktivitám KLDR panuje zvýšené napětí. Základní surovinou pro výrobu mikroelektronických součástek při výrobě počítačů, chytrých telefonů, mikročipů apod. jsou "vzácné zeminy" obsahující chemické prvky, které se nacházejí ve 3. podskupině Periodické tabulky. Jedná se o lanthanoidy, které jsou skupinou patnácti chemických prvků počínajících lanthanem /dále sem patří např. skandium, cer, neodym, samarium, terbium/. Většina prvků této "vzácné zeminy" se těží v Číně. Předpokládá se, že druhé největší zásoby "vzácných zemin" má Severní Korea. Další zemí, kde se předpokládají jejich bohaté zásoby je Afghánistán.

## Závěr
Ve velkých částech Sýrie a Iráku zaujal místo zdiskreditovaných státních institucí nábožensky legitimizovaný řád tzv. Islámského státu. Tyto země se štěpí podle náboženských a v případě Kurdů i etnických hranic. Každá skupina zasahuje teritoriálně do sousední země. V Sýrii dosud trvá občanská válka, stejně jako trvá občanská válka v Iráku po předčasném odchodu amerických vojsk v roce 2011. Scénář „změny režimu“ použitý v Iráku v roce 2003 nevedl ani v Libyi po vojenské intervenci v roce 2011 k nastolení prozápadního režimu. Poté, co byl Muammar Kaddáfí odstraněn, země upadla do trvalého zmatku. Západ použil vojenské síly k tomu, aby v zemi nainstaloval nepopulární režim neschopný si poradit se založenými náboženskými a kmenovými rozepřemi. Libye se stala základnou islamistických teroristů. Kromě toho z Libye proudí k italským břehům nekontrolované množství ilegálních migrantů. Názory na oprávněnost války v Iráku i v Libyi se časem mění. V prosinci 2008, kdy americký prezident G.W.Bush odcházel ze své funkce uvedl: „Myslím, že jsem nebyl připraven na válku.“ Současně uvedl, že lituje fiaska okolo neexistence iráckých zbraní hromadného ničení.